# Piotr Sosialuk
Piotr Sosialuk ps. „Paweł” (ur. 28 stycznia 1892 w Suchodołach, zm. 2 lipca 1940 w Forcie Krzesławickim) – podpułkownik piechoty Wojska Polskiego, kawaler Orderu Virtuti Militari.

## Życiorys
Urodził się 28 stycznia 1892 roku w Suchodołach, w ówczesnym powiecie brodzkim Królestwa Galicji i Lodomerii. Kształcił się w C. K. Gimnazjum im. Rudolfa w Brodach, w którym w 1912 zdał egzamin dojrzałości. Od 1908 roku należał do tajnej organizacji młodzieży uczącej się, która później przekształciła się w Drużynę Strzelecką. Od października 1912 roku, jako jednoroczny ochotnik, służył w austriackim 30 pułku piechoty we Lwowie. W 1913 roku rozpoczął studia na Wydziale Prawa Uniwersytetu Jagiellońskiego, które musiał przerwać wraz z wybuchem I wojny światowej. 
Zmobilizowany 1 sierpnia 1914 roku do swojego pułku, wziął udział w walkach pod Janowem, Lwowem, Przemyślem i Gorlicami. 1 lipca 1915 roku został mianowany podporucznikiem rezerwy piechoty. Od sierpnia 1915 roku walczył na froncie serbskim i czarnogórskim, skąd w maju 1916 roku został ponownie przydzielony do kadry 30 pułku piechoty. W sierpniu 1916 roku wyjechał na front włoski, gdzie walczył nad Isonzo. W lipcu 1917 roku przebywał na froncie rumuńskim. 1 sierpnia 1917 roku został mianowany porucznikiem rezerwy piechoty. Następnie walczył na froncie włoskim, pod Caporetto i Udine. W październiku 1918 roku dostał się do angielskiej niewoli. 

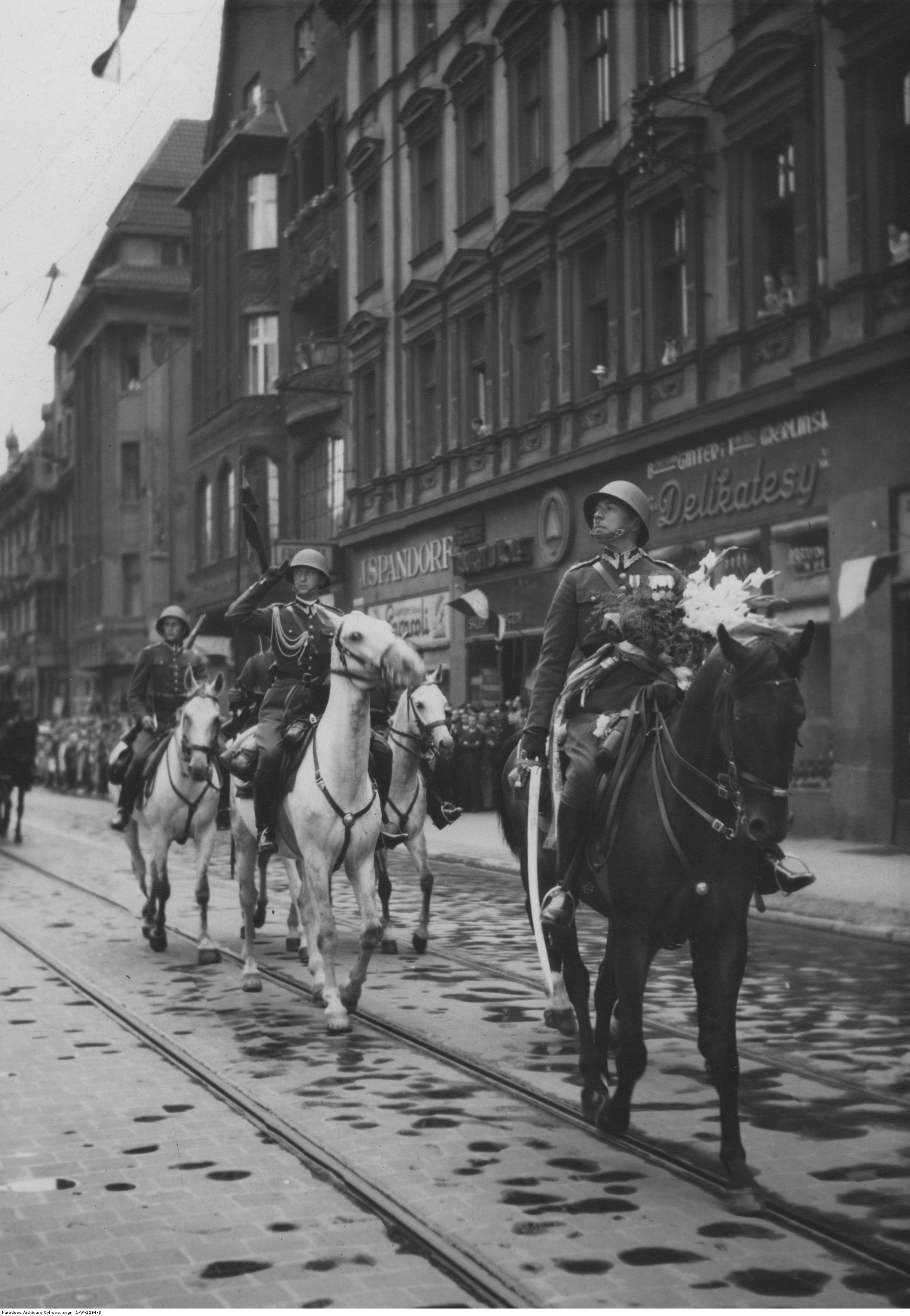
Święto 73 pp w Katowicach - ppłk Piotr Sosialuk na czele defilady; 1938

20 grudnia 1918 r., po zwolnieniu z niewoli, wstąpił w obozie La Mandria di Chivasso do organizującego się polskiego pułku im. Francesco Nullo. W lutym 1919 r. wyjechał wraz z pułkiem do Francji do tworzącej się armii gen. J. Hallera, gdzie rozpoczęto formowanie polskiego 8 pułku strzelców. Wraz z całą Błękitną Armią - przez Frankfurt, Koblencję, Łódź i Kalisz – przybył w maju 1919 r. do Modlina. 28 czerwca 1920 r. dowodząc I batalionem, wymaszerował z 50 pułkiem Strzelców Kresowych na front galicyjski, gdzie wziął udział w ofensywie, walczył pod Tarnopolem, Jampolem, Zasławiem, Starokonstantynowem i Ostropolem. Następnie brał udział w wyprawie kijowskiej, walkach odwrotowych po Lwów, zaczepnych na Zamość i Wołyń, skończył swój szlak bojowy wraz z zawieszeniem broni w Równem. 
3 maja 1922 roku został zweryfikowany w stopniu kapitana ze starszeństwem z dniem 1 czerwca 1919 roku i 361. lokatą w korpusie oficerów piechoty, a jego oddziałem macierzystym był nadal 50 pułk piechoty w Kowlu. 10 lipca 1922 roku został zatwierdzony na stanowisku pełniącego obowiązki dowódcy batalionu. W 1923 roku pełnił obowiązki dowódcy batalionu sztabowego, a w latach 1924–1925 był kwatermistrzem pułku. 1 grudnia 1924 roku został mianowany majorem ze starszeństwem z dniem 15 sierpnia 1924 roku i 110. lokatą w korpusie oficerów piechoty. W styczniu 1926 został przesunięty ze stanowiska kwatermistrza na stanowisko dowódcy II batalionu, a w marcu tego roku zatwierdzony na stanowisku oficera przysposobienia wojskowego. 11 października 1926 roku został przesunięty na stanowisko dowódcy I batalionu. Następnie został przeniesiony do 11 pułku piechoty w Tarnowskich Górach na stanowisko dowódcy II batalionu, detaszowanego w Szczakowej. 28 stycznia 1931 roku został przeniesiony do Korpusu Ochrony Pogranicza na stanowisko dowódcy batalionu. Od 10 lutego 1931 roku dowodził baonem KOP „Podświle”. 24 stycznia 1934 roku został awansowany na podpułkownika ze starszeństwem z dniem 1 stycznia 1934 roku i 4. lokatą w korpusie oficerów piechoty. 30 maja 1934 roku został dowódcą baonu KOP „Niemenczyn”. W marcu 1935 roku został przeniesiony z KOP do 73 pułku piechoty w Katowicach na stanowisko zastępcy dowódcy pułku. W 1938 roku został mianowany dowódcą tego oddziału.

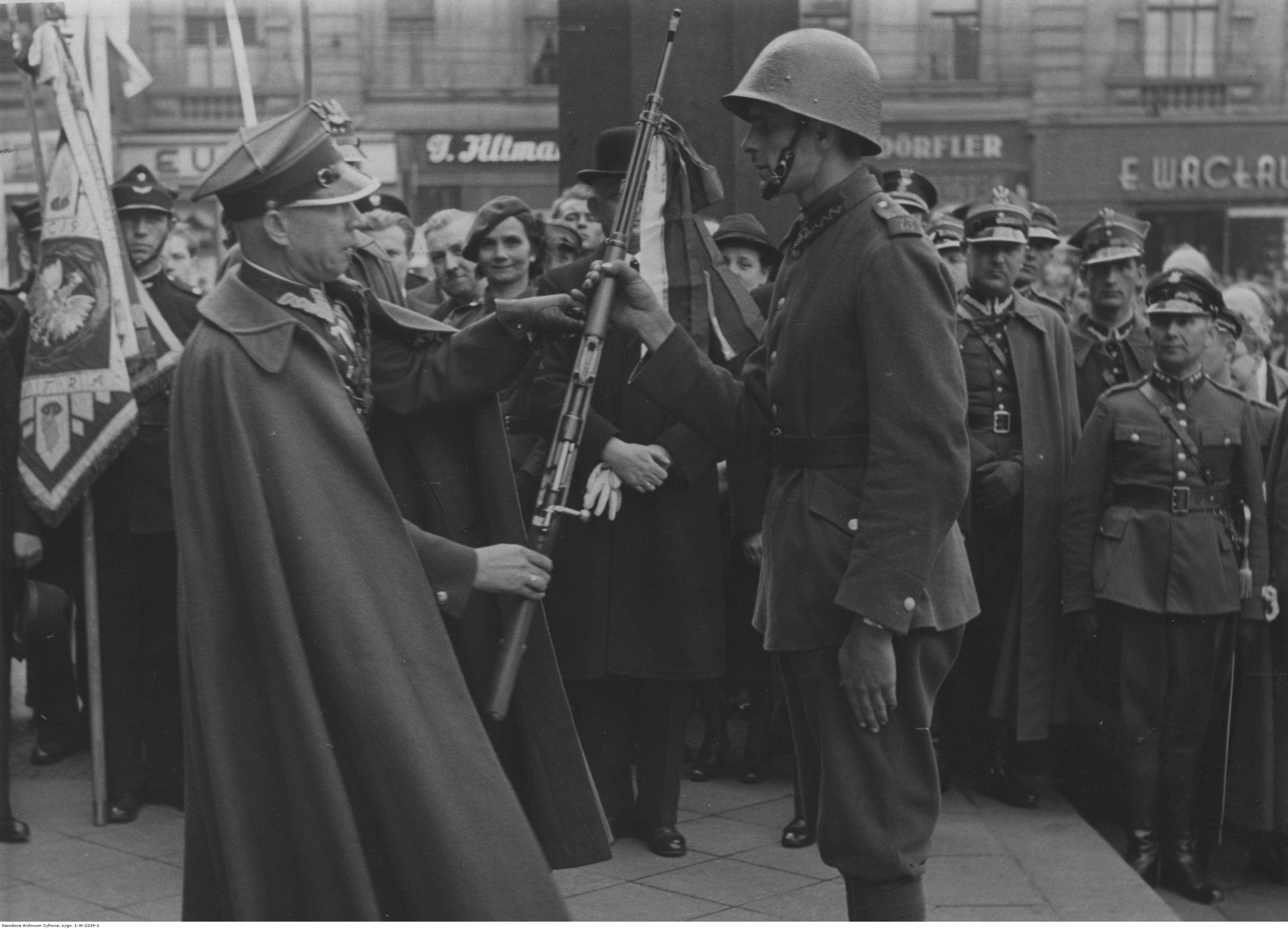
X-lecie Związku Strzeleckiego w Katowicach. Ppłk Piotr Sosialuk wręcza żołnierzowi 73 pp karabin Mauser 7,92 mm wz. 98

Podczas kampanii wrześniowej 1939 roku dowodził 73 pułkiem piechoty. Został ranny i przebywał w szpitalu w Tomaszowie Lubelskim, następnie został przewieziony do Szpitala Bonifratrów w Krakowie, skąd uciekł. 

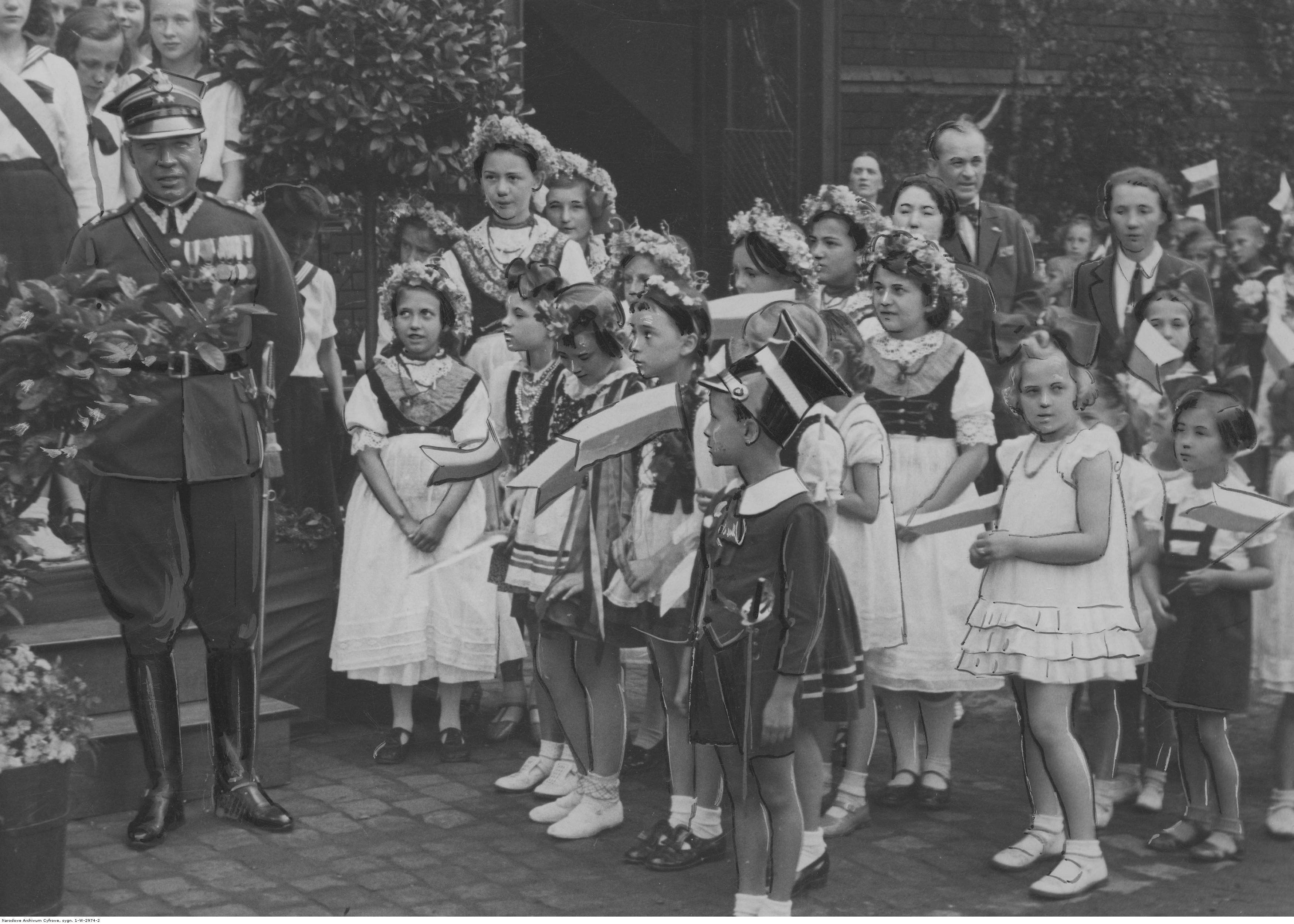
Dzieci ze szkoły im. Szafranka w Katowicach z dowódcą 73 pp ppłk. Piotrem Sosialukiem; sierpień 1939

Pozostał w kraju i włączył się do pracy konspiracyjnej w Służbie Zwycięstwu Polski, pod pseudonimem „Paweł". Był doradcą komendanta Okręgu Krakowskiego płk. dypl. Juliana Filipowicza „Poboga". Od marca 1940 r. miał objąć funkcji komendanta projektowanego podokręgu cieszyńsko-zaolziańskiego Związku Walki Zbrojnej. W kwietniu 1940 r. został przypadkowo aresztowany w Krakowie. Początkowo był przesłuchiwany w siedzibie Gestapo, następnie w więzieniu na Montelupich. Wysunięto przeciwko niemu oskarżenie o inicjowanie działania grup terrorystycznych, mordujących Niemców na Górnym Śląsku. Wyrokiem Sondergerichtu został skazany na karę śmierci i 2 lipca 1940 r. rozstrzelany w Forcie Krzesławickim pod Krakowem. Pośmiertnie został awansowany na pułkownika.

## Ordery i odznaczenia
- Krzyż Srebrny Orderu Wojskowego Virtuti Militari nr 12777 (za kampanię wrześniową, pośmiertnie)
- Krzyż Walecznych – 1922
- Złoty Krzyż Zasługi – 10 listopada 1938 roku „za zasługi w służbie wojskowej”[21]
- Medal Niepodległości – 24 października 1931 roku „za pracę w dziele odzyskania niepodległości”[22]
- Brązowy Medal za Długoletnią Służbę - 1938
- Srebrny Medal za Długoletnią Służbę – 1939
- Medal Pamiątkowy za Wojnę 1918–1921 - 1928
- Medal Dziesięciolecia Odzyskanej Niepodległości – 1928
- Signum Laudis Brązowy Medal Zasługi Wojskowej z mieczami na wstążce Krzyża Zasługi Wojskowej
- Srebrny Medal Waleczności 2 klasy
- Krzyż Pamiątkowy Mobilizacji 1912-1913 (niem. Erinnerungskreuz an den Mobilisierung 1912-1913)